# Ерік Корнелл
Ерік Аллін Корнелл (англ. Eric Allin Cornell; нар. 19 грудня 1961, Пало-Альто, Каліфорнія, США) — американський фізик, лауреат Нобелівської премії з фізики за 2001 рік, спільно з Вольфгангом Кеттерле і Карлом Віманом «за експериментальне спостереження бозе — ейнштейнівської конденсації в розріджених газах атомів лужних металів і за перші фундаментальні дослідження властивостей таких конденсатів».

## Біографія
Ерік Корнелл народився в сім'ї професора будівельних наук у МТІ і вчительки англійської мови. Вивчав фізику в Стенфордському університеті і, після отримання в МТІ 1985 року диплома, працював в Кембриджі — місті, в якому він жив з двох років. Працював у групі Дейва Прітчарда над визначенням маси 3He і 3H. 1990 року захистив дисертацію. Після відходу Корнелла з МТІ до групи Прітчарда прийшов Вольфганг Кеттерле, разом з яким Корнелл розділив пізніше Нобелівську премію.
Корнелл подав заявку на місце пост-дока до групи Дейва Вінеланда в NIST, однак не отримав схвалення. Замість цього його порекомендували в групу Карла Вімана, який працював в NIST у місті Боулдер у штаті Колорадо. Після закінчення дворічної постдоковської стипендії він залишився там працювати асистентом професора. У 1995 стає професором, з 1994 є членом NIST.
У 1995 Корнелл одружився з Селестою Ландрі, з якою був знайомий понад 10 років, ще зі Стенфорду. У них дві дочки — Еліза і Софія.
У 2004 йому ампутували ліву руку через некротичний фасціїт. У 2006 він знову приступив до роботи.

## Досягнення
У 2001 р. Корнелл отримав Нобелівську премію з фізики. Після успішного отримання конденсату Бозе-Ейнштейна займається дослідженням його властивостей.

## Нагороди
- Нагорода імені Самюеля Веслі Страттона, NIST, 1995
- Премія імені Ньюкомба Клівленда, Американська асоціація сприяння науці, 1995/96
- Золота медаль міністерства комерції, 1996
- Премія імені Фріца Лондона в області фізики низьких температур, 1996
- Премія Карла Цейса, Фонд Ернста Аббе, 1996
- Премія імені Алана Т. Ватермана від Національного наукового фонду, США, 1997
- Міжнародна премія імені короля Фейсала в області науки, 1997
- Премія Рабі з атомної фізики, молекулярної фізики та оптики, Американське фізичне товариство, 1997
- Медаль Лоренца, Нідерландська королівська академія наук, 1998
- Медаль Бенджаміна Франкліна з фізики, 1999
- Премія Р. В. Вуда, Американське оптичне товариство, 1999
- Обрано членом Американського оптичного товариства, 2000
- Член Національної академії наук США, 2000
- Нобелівська премія з фізики, 2001